# Iodopleura fusca
El cotinguita oscuro o cotinguita fusca (en Venezuela) (Iodopleura fusca), es una especie de ave paseriforme de la familia Tityridae. Es nativa del escudo guayanés, en América del Sur.

## Distribución y hábitat
Se distribuye desde el extremo sureste de Venezuela (este de Bolívar), Guyana, Surinam, Guayana francesa, y adyacencias del norte de Brasil (Roraima, Amapá), y también más al sur, en la región de Manaus.
Esta especie es considerada como rara en su hábitat natural, el dosel y los bordes del bosque húmedo, por debajo de los 600 m de altitud.

## Descripción
Mide 11 cm de longitud y pesa alrededor de 15 g. El plumaje es mayormente marrón oscuro fusco, más negruzco por arriba, excepto una banda blanca que va hasta la grupa, desde la parte baja del vientre y la región infracaudal. El macho presenta mechones de color púrpura al costado y por debajo, que son blancos en la hembra y que generalmente están cubiertos por las alas. La cola es corta y se extiende unos 5 a 10 mm más allá de las cobertoras de la cola, las alas son relativamente largas, como de golondrinas. El pico es corto y ancho.

## Comportamiento
Sus hábitos son poco conocidos y se asemejan a su congénere, el cotinguita cejiblanco (Iodopleura isabellae). Generalmente posa bien alto del suelo, donde es fácilmente visualizado, a pesar de que a menudo usa ramos secos como percha. Frecuentemente en pareja, no se asocia con otras aves.

### Alimentación
Ejecutan largos vuelos en busca de insectos aéreos y también comen algunas frutas (por ejemplo, muérdago.

### Vocalización
Usualmente es callado, pero sabe dar un llamado suave y llorado “whiii” ocasionalmente doblado o triplicado.

## Sistemática

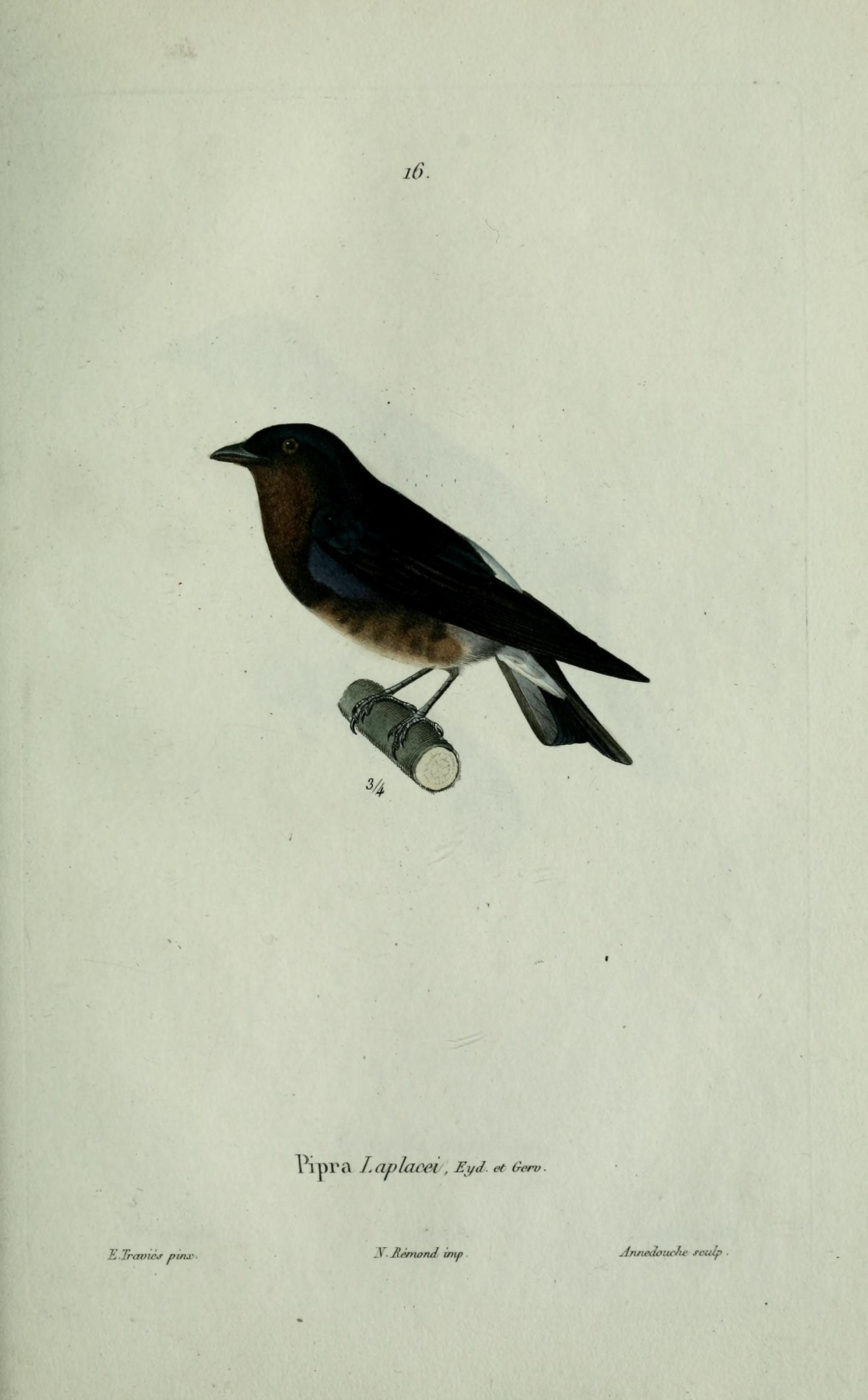
Pipra Laplacei (Iodopleura fusca), ilustración de Prêtre para Eydoux, Voyage autor du monde, Zoologie, 1839.

### Descripción original
La especie I. fusca fue descrita por primera vez por el naturalista francés Louis Pierre Vieillot en 1817 bajo el nombre científico «Ampelis fusca»; localidad tipo «Cayena».

### Etimología
El nombre genérico femenino «Iodopleura» deriva del griego «ioeidēs»: de color púrpura, y «pleura»: flancos; significando «con los flancos púrpura»; y el nombre de la especie «fusca», proviene del latín «fuscus»: fosco; obscuro.

### Taxonomía
Tradicionalmente se ha ubicado al género en la familia Cotingidae, pero existen importantes elementos que indican que está mejor ubicado en la familia Tityridae. La Propuesta N° 313 al Comité de Clasificación de Sudamérica (SACC), siguiendo los estudios de filogenia molecular de Ohlson et al. (2007), aprobó la adopción de la nueva familia Tityridae, incluyendo el presente y otros géneros.
La presente especie es pariente muy cercana y forma una superespecie con Iodopleura isabellae, posiblemente sea conespecífica. Es monotípica.